# Nó (ondulatória)
Em física, nó é um ponto da corda em uma onda estacionária que permanece fixo, ou seja, não move-se como os outros pontos.
As ondas estacionárias possuem características peculiares, movem-se em sentidos contrários e sobrepõem-se; curiosamente ocorrem pontos de amplitude zero, chamados nós.
Em contrapartida, os pontos de máxima amplitude são chamados antinós.
Observa-se que a distância entre nós ou antinos contíguos é:
{\displaystyle {\frac {\lambda }{2}}}

Onda.

 Os nós podem ser observados como pontos em vermelho na imagem ao lado. Os antinós estão situados nos pontos médios entre nós vizinhos.